# Yazoo City
Yazoo City – miasto w Stanach Zjednoczonych,  w stanie Missisipi, siedziba administracyjna hrabstwa Yazoo, nad rzeką Yazoo. Ma 14.550 mieszkańców (2000).
Nazwa pochodzi od rzeki Yazoo, nazwanej tak przez francuskiego podróżnika Roberta La Salle. Jest siedzibą władz hrabstwa Yazoo.
Miasto zajmuje powierzchnię 28,3 km² (10,9 mil kwadratowych).

## Historia
Osada została założona w 1824, początkowo pod nazwą Hannan's Bluff. Miasto zmieniło później nazwę na Manchester, w końcu w 1839 na obecną Yazoo City. W 1849 zostało stolicą hrabstwa Yazoo.
Podczas wojny secesyjnej Yazoo City było ośrodkiem Konfederacji, na rzece Yazoo w mieście zbudowano improwizowaną stocznię, gdzie m.in. ukończono budowę okrętu pancernego CSS Arkansas. Stocznia została zniszczona przez siły Unii w 1863, następnie Yazoo City zostało odzyskane przez konfederatów. Ostatecznie zostało opanowane przez siły Unii w 1864, przy czym spłonęła większość budynków. W 1853 i 1878 w mieście panowała epidemia żółtej febry.
W 1904 ok. 3/4 miasta, w tym większość domów, została zniszczona przez pożar, ocalał m.in. sąd z 1872 i 10 domów za kanałem. W ciągu dwóch lat miasto odbudowano. Kolejne zniszczeia przyniosła wielka powódź Missisipi z 1927.

## Transport
Do miasta dochodzi autostrada federalna 49, która rozdziela się w nim w kierunku na północ na autostrady 49E i 49W oraz dochodzą do niego autostrady stanowe 3, 16 i 149. Znajduje się tam stacja kolei Amtrak.